# Zastava Monaka
Zastava Monaka sastoji se od gornje crvene i donje bijele pruge. Slična je zastavama Indonezije i Poljske. Crvena i bijela su kraljevske boje, dinastije Grimaldi od 1339., ali se dizajn zastave mijenjao. Omjer dužine i širine je 4:5 ili 2:3.

## Vanjske poveznice
- Flags of the World